# Guillaume Dupuytren

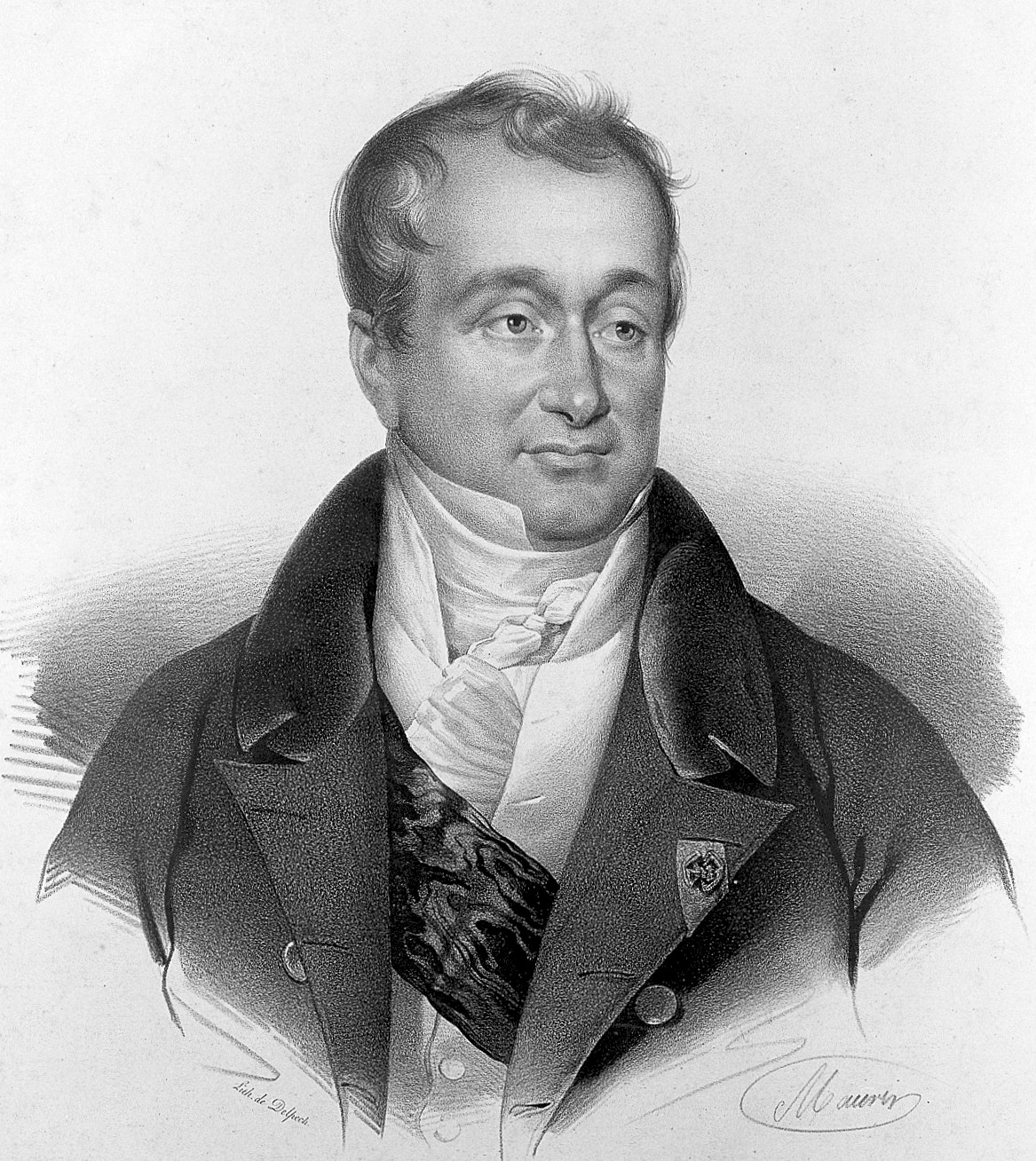
Guillaume Dupuytren

Baron Guillaume Dupuytren (Pierre-Buffière, 5 oktober 1777 - Parijs, 7 februari 1835) was een Frans chirurg, vooral bekend als de ontdekker van de Contractuur van Dupuytren.

## Biografie
Dupuytren werd geboren in Pierre Buffière, een klein stadje in Limousin, Frankrijk. Zijn geneeskundige opleiding in Parijs werd betaald door een Franse cavalerie-officier. Op 25-jarige leeftijd werd Dupuytren staflid van het Hôtel-Dieu Hospitaal in Parijs en in 1808 adjunct kliniekhoofd. In 1815, toen hij 38 jaar was, werd Dupuytren hoofdchirurg aan dit  befaamde ziekenhuis nadat hij via intriges zijn superieur en mentor Phillipe Pelletan aan de kant wist te schuiven. Onder zijn bewind werd het Hôtel-Dieu Hospitaal een van de meest prestigieuze ziekenhuizen van Europa.
In 1831 beschreef hij een aandoening van de hand die gekenmerkt wordt door het ontstaan van harde knobbels in de handpalm. Deze aandoening leidt tot het kromtrekken (contractuur) van de vingers. Deze contractuur was eerder beschreven door Sir Astley Cooper en Sir Henry Cline sr., maar het was Dupuytren die het letsel niet, zoals Cooper, in de huid of pees lokaliseerde, maar in de aponeurosis palmaris. De Franse arts was de eerste die tot de bevinding kwam dat de kwaal, die voortaan zijn naam zou dragen, behandeld kon worden door een chirurgische ingreep.
Dupuytren was bevriend met de koning Lodewijk XVIII en daarna met Karel X, die hem tot zijn lijfarts benoemde. Dupuytren was niet alleen bekend om zijn beschrijving van de contractuur, maar onder andere ook door zijn beschrijving van de bimalleolaire enkelfractuur.
Op 57-jarige leeftijd stierf Dupuytren aan longontsteking als gevolg van tuberculose.